# Clonas-sur-Varèze
Clonas-sur-Varèze ist eine französische Gemeinde mit 1.541 Einwohnern (Stand: 1. Januar 2022) im Département Isère in der Region Auvergne-Rhône-Alpes; sie gehört zum Arrondissement Vienne und zum Kanton Vienne-2 (bis 2015: Kanton Roussillon).

## Geografie

### Lage
Clonas-sur-Varèze liegt etwa 13 Kilometer südsüdwestlich von Vienne. Der Fluss Varèze bildet die nördliche Gemeindegrenze.

### Nachbargemeinden
Umgeben wird Clonas-sur-Varèze von den Nachbargemeinden Saint-Clair-du-Rhône im Norden und Nordwesten, Saint-Prim im Norden, Auberives-sur-Varèze im Osten und Nordosten, Roussillon im Südosten, Saint-Maurice-l’Exil im Süden sowie Saint-Alban-du-Rhône im Westen.

## Bevölkerungsentwicklung
| Jahr                       | 1962 | 1968 | 1975 | 1982 | 1990 | 1999 | 2006 | 2017 |
| Einwohner                  | 502  | 517  | 554  | 703  | 1056 | 1281 | 1425 | 1458 |
| Quellen: Cassini und INSEE |      |      |      |      |      |      |      |      |

## Sehenswürdigkeiten

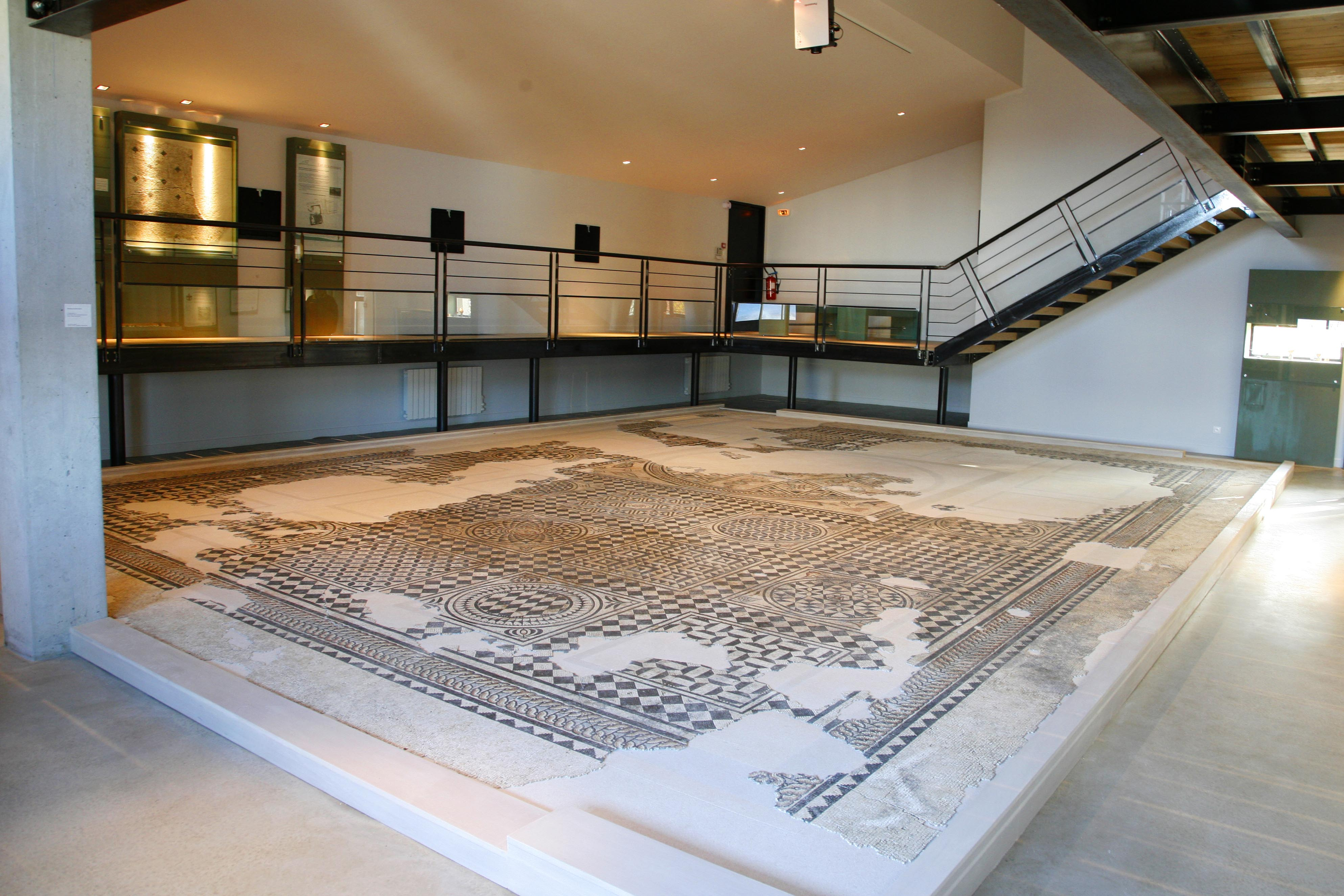
Villa Licinius

- In der Villa Licinius ist ein archäologisches Museum eingerichtet. Es zeigt unter anderem ein 1996 entdecktes, mehr als 67 Quadratmeter großes Bodenmosaik mit der Darstellung des Gottes Okeanos aus dem zweiten Jahrhundert.[1]